# Ulver
Ulver (у́львер, норв. волки) — норвежский музыкальный ансамбль, образовавшийся в 1993 году. Ulver дебютировали как часть норвежской блэк-металлической сцены, но затем постоянно меняли свой стиль. Разные альбомы Ulver можно отнести к неофолку, трип-хопу, классической музыке, дроун-металу, синти-попу. Идеологом и единственным постоянным участником группы является вокалист Кристоффер Рюгг.

## История

### Создание и «блэк-металлическая трилогия» (1993—1997)
Группа была образована в 1992 году Кристофером Рюггом, выбравшим псевдоним Гарм — в честь персонажа скандинавской мифологии, и барабанщиком Карлом-Михаэлем Эйде (Exhurtum). Вместе с клавишником Ховардом Йоргенсеном, двумя гитаристами и сессионным бас-гитаристом Робином Мальмбергом из Mysticum они записали демозапись Vargnatt («Ночь волков»). В следующем году Эйде покинул группу, а позиции басиста и ударника заняли соответственно Хью Мингей (Skoll) и Эрик Ланселот (AiwarikiaR). Позже к Ulver присоединился клавишник Торбйёрн Педерсен (Aismal).
Первые три альбома Ulver часто называют «трилогией», поскольку их объединяет тематика — очарование северной природой и язычеством — и музыкальная направленность. Дебютный альбом Bergtatt – Et Eeventyr i 5 Capitler вышел в 1994 году. На Bergtatt группа рассказала историю о девушке, которую похищают сверхъестественные существа из норвежских легенд. Музыка представляла собой необычное для того времени сочетание традиционного блэк-метала (скоростной темп, дисторшн, скриминг) с вставками акустических проигрышей и чистого вокала. Ulver, наряду с Satyricon, стали одними из первых, кто добавил в блэк-метал элементы фолка, а их дебютный альбом считается знаковым и в дискографии группы, и в истории всего жанра.
Вторым альбомом стал Kveldssanger (1996), полностью исполненный на акустических инструментах (гитара, скрипка, флейта). Некоторые песни Гарм исполнил а капелла.
В 1997 году на крупном немецком лейбле Century Media вышел записанный ещё до Kveldssanger альбом Nattens Madrigal, который стал для Ulver прорывом и принес группе международную известность. В нее к этому времени входили Рюгг, Йоргенсен, Педерсен, Мингей и Ланселот. Как и Bergtatt, Nattens Madrigal — это концептуальный альбом, его главные темы — волки и тёмная сторона человека. Несмотря на исключительно «сырое» и «грязное» звучание, мелодии и игра отдельных инструментов хорошо различимы, что выделяло Ulver среди большинства блэк-метал-групп. В конце того же года покончил с собой гитарист Grellmund из первого состава.

### Смена стиля (1998—2007)
В 1997 году Рюгг познакомился с электронным музыкантом и композитором Туре Илвисакером. Рюгг в этот период подрабатывал в студии звукозаписи и много экспериментировал с семплированием, так что его видение будущего группы совпало с бэкграундом Илвисакера. В конце 1998 года на только что созданном Гармом лейбле Jester Records вышел новый альбом Themes from William Blake’s The Marriage of Heaven and Hell, представлявший собой переложение поэмы Уильяма Блейка «Бракосочетание Рая и Ада», а в музыкальном плане продемонстрировавший эксперименты с индастриалом и трип-хопом. Новая работа ознаменовала окончание «блэк-метал-периода», а в следующие два года в группе сменился и состав: Йоргенсен, Мингей и Ланселот покинули Ulver, а к Рюггу и Илвисакеру присоединился третий музыкант Йорн Сверен.
В 1999 году вышел техно-эмбиентный мини-альбом Metamorphosis, а через год пятый студийный альбом Perdition City. На нём преобладали мягкие клавишные мелодии и электронные эффекты с сильным привкусом джаза (так, в первом треке «Lost in moments» звучит соло на саксофоне).
В 2001 году группа записала два мини-альбома: Silence Teaches You How to Sing и Silencing the Singing. Первый из них — это двадцатиминутная инструментальная электронная композиция, записанная в ходе работы над Perdition City и вышедшая ограниченным тиражом в 2000 копий. На втором мини-альбоме были три инструментальных трека, выдержанных в том же стиле. Позже обе записи были переизданы на сборнике Teachings in Silence. В следующие годы Ulver записали саундтреки к коротким фильмам Lyckantropen и Svidd neger и мини-альбом A Quick Fix of Melancholy, а кроме того вышел сборник 1993-2003: 1st Decade in the Machines, состоявший из ремиксов, выполненных другими музыкантами (в том числе Merzbow).
Очередной альбом Blood Inside (2005) был спродюсирован Ронаном Крисом Мёрфи, ранее работавшим с Yes и King Crimson. Музыка эволюционировала в сторону арт-рокового звучания с симфоническими аранжировками и электронными эффектами. В 2007 году группа выпустила Shadows of the Sun, альбом с отчётливым влиянием классической музыки, главным автором которого был Илвисакер. В записи принимали участие сессионные музыканты — гитарист Кристиан Феннес и исполнительница на терменвоксе Памелия Керстин.

### Появление концертного состава (2009—2016)
В 2009 году к Ulver присоединился мультиинструменталист Дэниел О’Салливан, и группа стала квартетом. Первое в истории Ulver концертное выступление состоялось 30 мая 2009 года в Лиллехаммере. В течение года прошло ещё несколько выступлений, а в 2010 году — европейский тур. 25 апреля 2011 года на лейбле Kscope вышел альбом Wars of the Roses. 5 декабря того же года Ulver издали на DVD запись концерта в Норвежской национальной опере, который состоялся 31 июля 2010 года.
28 мая 2012 года вышел сборник Childhood’s End, вместивший 16 кавер-версий песен музыкантов психоделического рока 1960-х годов, таких как Jefferson Airplane, The Birds, The Electric Prunes и The Beau Brummels. В том же году Культурный центр Тромсё заказал Ulver совместный проект с Норвежским арктическим филармоническим оркестром. При участии композитора Мартина Ромберга Ulver сочинили и оркестровали для 21 музыканта шесть композиций, которые были исполнены в Тромсё в сентябре 2012 года. Позже музыканты записали их как альбом Messe I.X - IV.X, который в октябре 2013 года вышел на Kscope и Jester Records. В течение 2013 года Ulver с камерным оркестром исполнили альбом на фестивале Wave-Gotik-Treffen в Лейпциге и в Театре Реджо в Парме.
В феврале 2014 года Ulver выпустили через Southern Lord Records альбом Terrestrials — коллаборацию с американскими дроун-металлистами Sunn O))). Альбом состоит из трёх импровизационных композиций, записанных вживую в 2008 году. В том же месяце музыканты провели европейский тур, на котором исполняли новый материал, в большой степени импровизационный. Позже О’Салливан в своей лондонской студии обработал записи концертов, и результат был издан в 2016 году как альбом ATGCLVLSSCAP. Рюгг называл источниками идей для этих записей прогрессив-, краутрок- и электронных исполнителей 1970-х, таких как Neu!, Kraftwerk, Клаус Шульце и Джон Карпентер.

### Синтипоповый период (с 2017 года)
В апреле 2017 года вышел альбом The Assassination of Julius Caesar, в музыкальном плане самая доступная работа группы, состоящая из мелодичных, поп-ориентированных композиций, но — впервые с 2011 года — Рюгг написал полноценные тексты о переплетении истории и современности. В работе над этим альбомом гораздо меньшее участие принимал О’Салливан. В том же месяце Ulver полностью исполнили альбом на фестивале Roadburn в Нидерландах.
В 2019 году Ulver издали под названием Drone Activity запись импровизационного выступления в Осло, которая в пресс-релизе описывалась как близкая по духу к ATGCLVLSSCAP, но более мрачная и «вглядывающаяся в бездну». На альбоме 2020 года Flowers of Evil группа продолжила начатое на предыдущем альбоме исследование синтипопового, в котором доминируют танцевальные ритмы синтезаторов и драм-машины. В том же году группа вживую озвучила показ в Осло «Хэллоуина» Джона Карпентера. Этот эксперимент привёл к тому, что на ххеллоуин следующего, 2021 года Ulver выпустили инструментальный альбом Scary Muzak, часть композиций которого представляли собой переработку оригинального саундтрека Карпентера.
19 августа 2024 года Ulver опубликовали сообщение о смерти клавишника Туре Илвизакера. Старейший после Рюгга участник группы (с 1997 года) ушёл из жизни в ночь на 16 августа. В течение 2024 года Ulver выпускали песни с очередного альбома, получившего название Liminal Animals; целиком альбом вместе с последней 11-минутной композицией на текст стихотворения Георга Тракля «Гелиан» вышел 29 ноября 2024 года.

## Стиль
В творчестве Ulver часто выделяются два периода: первые три альбома и последующие записи. Bergtatt, Kveldssanger и Nattens Madrigal часто характеризуют как «блэк-метал-трилогию». Музыка Kveldssanger по стилю далека от блэк-метала, однако альбом включается в «трилогию», так как тематика (норвежская природа и фольклор) объединяет его с Bergtatt и Nattens Madrigal. В буклете Metamorphosis музыканты заявляли: «Ulver безусловно не является блэк-метал-группой и не желает быть заклеймённым таковой. Мы признаём близость первой и третьей частей Трилогии к этой культуре, но подчёркиваем, что они были стартовой площадкой, а не завершением». Зоуи Кэмп (Pitchfork) рассматривает первые три альбома Ulver как предсказание скорого размытия стилистических границ между жанрами метала, сделавшего возможным появление таких разных групп, как Drudkh и Deafheaven, а Bergtatt и Nattens Madrigal относит к числу главных вершин блэк-метала.
Более поздние альбомы характеризуются музыкальными экспериментами и преобладанием электронных эффектов. Часть альбомов принадлежит к индастриалу и эмбиенту, часть к трип-хопу, присутствуют также вкрапления элементов джаза, классической музыки и прогрессивного рока, отмечается влияние Coil. Иногда поздний Ulver определяют как пост-блэк-метал, как одну из блэк-метал-групп, позднее поменявшую направление в сторону авангарда.

## Дискография

### Студийные альбомы
- Bergtatt – Et Eeventyr i 5 Capitler (1994)
- Kveldssanger (1995)
- Nattens Madrigal – Aatte Hymne til Ulven i Manden (1996)
- Themes from William Blake’s The Marriage of Heaven and Hell (1998)
- Perdition City (2000)
- Blood Inside (2005)
- Shadows of the Sun (2007)
- Wars of the Roses (2011)
- Childhood’s End (2012)
- Messe I.X - IV.X (2013)
- Terrestrials (2014, совместно с Sunn O))))
- ATGCLVLSSCAP (2016)
- The Assassination of Julius Caesar (2017)
- Flowers of Evil (2020)
- Scary Muzak (2021)
- Liminal Animals (2024)

### Мини-альбомы
- Metamorphosis (1999)
- Silence Teaches You How to Sing (2001)
- Silencing the Singing (2001)
- A Quick Fix of Melancholy (2003)
- Roadburn EP (2012)
- Sic Transit Gloria Mundi (2017)[37]

### Демо
- Rehearsal (1993)
- Vargnatt (1993)

### Сборники
- Teachings in Silence (2002)
- 1993—2003: 1st Decade in the Machines (2003)

### Концертные записи
- The Norwegian National Opera BD/DVD (2011)
- Live at Roadburn (2013)
- Drone Activity (2019)
- Hexahedron (Live at Henie Onstad Kunstsenter) (2021)
- Grieghallen 20180528 (2024)

### Музыка к фильмам
- Lyckantropen Themes (2002)
- Svidd Neger (2003)
- Riverhead (2016)

## Участники
| - Кристоффер Рюгг (Garm, Trickster G., G. Wolf, Fiery G. Maelstrom) — вокал, программирование (с 1993 года) - Йёрн Сверен (Jørn H. Sværen) — различные инструменты (с 2000 года) - Дэниел О’Салливан (Daniel O’Sullivan) — гитара, бас-гитара, клавишные (с 2009 года) - Ларс Педерсен — ударные, перкуссия (с 2009 года) - Уле Александер Хальстенгорд — программирование (с 2009 года) - Памелия Керстин — терменвокс (с 2009 года) - Андерс Мёллер — ударные(с 2014 года) | - Ховард Йёргенсен (Lemarchand) — гитара, клавишные (1993—1999) - Сигмунд Андреас Лёккен (Grellmund) — гитара (1993) (покончил жизнь самоубийством в канун 1998 года) - Робин Мальмберг — бас-гитара (1993) - Карл Михаэль Эйде (Aggressor, Czral, Exhurtum) — ударные (1993) - Стиан Торесен (Shagrath) — гитара (1994) - Эрик Ланселот (AiwarikiaR) — ударные, флейта (1994—1998) - Торбйёрн Педерсен (Aismal, Tykje) — гитара, клавишные (1994—1997) - Хью Стивен Джеймс Мингей (Skoll) — бас-гитара (1994—1998) - Кнут Магне Валле — гитара (1998) - Туре Илвисакер (1970-2024) — клавишные, программирование |

## Другие проекты музыкантов
- Head Control System
- Arcturus
- Borknagar
- Ved Buens Ende